# Thomas William Kirk

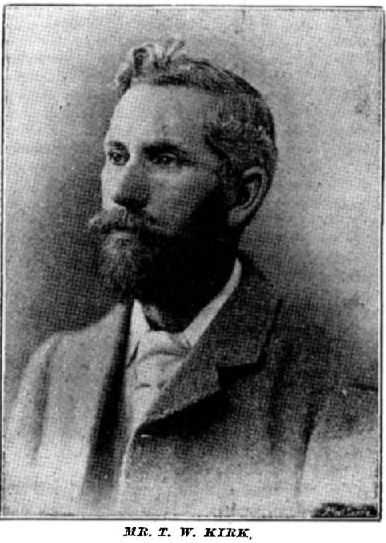
Thomas William Kirk

Thomas William Kirk (* 30. Juni 1856 in  Coventry, Warwickshire, England; † 19. Mai 1936 in Raumati Beach, Neuseeland) war ein Biologe und wissenschaftlicher Administrator aus Neuseeland. Er untersuchte die Fauna und Flora Neuseelands.

## Frühes Leben
Thomas William Kirk wurde am 30. Juni 1856 in Coventry, England, geboren. Er war der älteste überlebende Sohn von Sarah Jane Mattocks und Thomas Kirk. Zusammen mit seinen Eltern und drei weiteren Geschwistern – einem älteren Bruder (Name unbekannt), Harry Borrer Kirk und Amy Kirk – wanderte er 1863 nach Auckland aus. Fünf weitere Geschwister wurden in Neuseeland geboren: Lily May Atkinson und Cybele Ethel Kirk waren die einzigen beiden, die die Kindheit überlebten. Kirk besuchte die St. James' School und das Auckland College und begann dann im Jahr 1874 als Mitarbeiter der geologischen Vermessung unter Sir James Hector zu arbeiten. Am 13. Dezember 1883 heiratete er Edith Dixon Callcott (* 24. Oktober 1859; † 26. Juli 1938). Sie hatten einen Sohn, Bernard Callcott Kirk, der am 23. April 1888 geboren wurde und im Ersten Weltkrieg als Major in der neuseeländischen Gewehrabteilung diente. Am 7. November 1940 meldete er sich erneut an, diesmal als Captain.

## Arbeit
T.W. Kirk arbeitete siebzehn Jahre lang im geologischen Survey-Department Neuseelands und veröffentlichte zahlreiche wissenschaftliche Arbeiten in Zeitschriften wie Transactions of the New Zealand Institute, Annuals and Magazines of Natural History, Nature, Science Gossip, dem französischen Journal of Conchology und der Royal Society of S.A. Über zehn Arbeiten konzentrierten sich auf verschiedene Aspekte der marinen Zoologie. Während dieser Zeit wurde er zum Mitglied des New Zealand Institute (1878), der Geological Society of Australasia (1887) und der Microscopic Society of London (1889) gewählt und wurde Fellow der Linnaean Society (1890).
Seine erste öffentliche Anstellung war die des stellvertretenden Kurators des Museums in Wellington. 1892 wurde Kirk vom neuseeländischen Bildungsministerium eingestellt und dann zum neuen Ministerium für Landwirtschaft versetzt. Dort begann er, Broschüren zu veröffentlichen, um Obstbauern zu helfen, von denen er viele selbst schrieb. Innerhalb von drei Jahren wurde er Leiter der Abteilung für Biologie und Pomologie. Kirk konzentrierte sich darauf, Obstbauern zu unterstützen und Regierungsprogramme zu verwalten, um Inspektoren auf dem Feld einzusetzen. Bis 1896 hatte er Erfolg darin, das Repräsentantenhaus dazu zu bringen, das Gesetz über Obstgärten und Gartenbauschädlinge zu verabschieden, das importierte Pflanzenkrankheiten an den Grenzen stoppte. Er unterstützte auch die Entwicklung der Landwirtschaft durch die Zusammenarbeit mit Anbauern, um mehr über Markt-Gärtnerei und Imkerei zu erfahren.
Kirk führte das erste Experiment zur biologischen Schädlingsbekämpfung durch, als er den australischen Marienkäfer (Novius cardinalis) einführte, um die Wollschildlaus zu bekämpfen, die Obstbäume und Laub bedrohte, das für neuseeländische Vögel wichtig war. Seine Führung im Ministerium für Landwirtschaft unterstützte den Export von landwirtschaftlichen Produkten, Kredite und genossenschaftliche Organisationen von Bauern, einschließlich der Gründung der New Zealand Fruitgrowers' Federation im Jahr 1916.
Er benannte verschiedene Taxa neuseeländischer Weichtiere, darunter:
- Cylichna zelandica T.W. Kirk, 1880, eine Meeresschnecke

## Pensionierung und Tod
Im Juni 1921 trat Kirk in den Ruhestand und verbrachte seine Zeit damit, mit Gruppen zu arbeiten, die mit der Freimaurerei verbunden waren: Er war ein ehemaliger Meister der Krönungsloge, ein Gründungsmitglied und erster Meister der Tawera-o-Kapiti-Loge und ein ehemaliger Senior-Großdeacon der Großloge von Neuseeland.
Im Jahr 1933 feierten er und Edith ihren fünfzigsten Hochzeitstag. Zu diesem Zeitpunkt lebten sie in Raumati Beach, einem Badeort nordwestlich von Wellington. Im Jahr 1934 verfasste er sein Testament, in dem er alles seiner Frau Edith vermachte und eine jährliche Zuwendung an Ediths unverheiratete Schwester Lizzie Woodward Callcott vorsah. Außerdem bestimmte er, dass ein Teil seines Vermögens an seine unverheirateten Schwestern Amy Kirk und Cybele Ethel Kirk gehen sollte, die sich das Erbe mit seinem Sohn Bernard Callcott Kirk, seiner Frau Vyvian Dorothy Kirk und seinem Enkel Ian Vosper Kirk teilen sollten. Er starb am 19. Mai 1936 in seinem Haus in Raumati Beach in der Nähe von Paraparaumu. Er wurde auf dem Paraparaumu-Beach-Cemetery in Paraparaumu beerdigt.